# Eriope
Eriope là một chi thực vật có hoa trong họ Hoa môi (Lamiaceae).

## Loài
Chi Eriope gồm các loài: